# Anwar Mesbah
Anwar Mesbah (8 de abril de 1913, em Alexandria - 25 de novembro de 1998, em Alexandria) foi um halterofilista egípcio.
Mesbah foi campeão em levantamento de peso nos Jogos Olímpicos de 1936 em Berlim, na categoria até 67,5 kg. Mesbah e o austríaco Robert Fein levantaram 342,5 kg no triplo levantamento (desenvolvimento militar [movimento-padrão depois abolido] +arranque+arremesso) cada um, e ambos, naquela ocasião ficaram com a medalha de ouro.